# Hospital Italiano de Buenos Aires
El Hospital Italiano de Buenos Aires es un hospital privado de alta complejidad, fundado en 1853 por la Sociedad Italiana de Beneficencia en Buenos Aires, una organización sin fines de lucro. Es un hospital universitario, dedicado a la asistencia médica, la formación de grado y posgrado, la investigación y la innovación en el campo de la salud.

## El origen del Hospital Italiano
El origen del Hospital Italiano de Buenos Aires se remonta a 1853, cuando un grupo de inmigrantes italianos creó la Sociedad Italiana de Beneficencia con el objetivo de construir un centro de salud para los inmigrantes de su colectividad. El 8 de diciembre de ese mismo año, se colocó la piedra fundamental de su primera sede, en la intersección de las actuales calles Bolívar y Caseros, del barrio de Barracas, donde vivía la mayoría de los pobladores italianos de la ciudad. En su primera etapa, el hospital estuvo a disposición del gobierno argentino cada vez que fue necesario. Cedió sus instalaciones para brindar asistencia durante la guerra con Paraguay y, más adelante, para atender a los enfermos durante la epidemia de cólera y la de fiebre amarilla. En diciembre de 1872, se reinauguró como Hospital Italiano, con una capacidad de 150 camas para internación.

## La mudanza al barrio de Almagro
Con el correr de los años, el edificio de la calle Bolívar resultó insuficiente para atender la gran cantidad de pacientes que crecía con la inmigración. El 21 de diciembre de 1902, abrió la nueva sede en una manzana completa del barrio del barrio de Almagro –delimitada por las actuales calles Gascón, Potosí, Palestina y Tte. Gral. J. D. Perón– que había pertenecido al doctor Dalmacio Vélez Sarsfield, el autor del Código Civil argentino. El proyecto siguió creciendo hasta nuestros días.

## El Hospital Italiano en San Justo
En diciembre de 1922, se colocó la piedra fundamental de la Casa de San Justo, para asistir a enfermos crónicos, inválidos y niños huérfanos, que se inauguró cuatro años más tarde. El lugar, a cargo de las Hermanas de Caridad (Virgen Niña de Milán), funcionó como asilo de ancianos, pero también hospedó a enfermos crónicos, principalmente personas con tuberculosis, y a mujeres sin familia. En 1973, se resolvió modernizar el enfoque de la atención y se transformó en un instituto de geriatría. Y luego, en 2002, por necesidad de expansión del hospital de Almagro, se convirtió en un centro de agudos, bajo el nombre de Hospital Italiano de San Justo Agustín Rocca.
La sede San Justo es un centro de alta complejidad, referente en su zona de influencia. De forma permanente, rediseña sus instalaciones e incorpora nuevos edificios y tecnología para brindar más servicios y comodidades a los pacientes, sus familias y el equipo de trabajo.

## Un hospital abierto al público en general
A lo largo del siglo XX y siguiendo las tendencias del sistema de salud argentino, el Hospital Italiano incorporó como pacientes a los beneficiarios de las obras sociales, y en 1979 creó su seguro de medicina prepaga, el Plan de Salud del Hospital Italiano. Amplió y modernizó sus sedes, y sumó Centros Médicos Ambulatorios y consultorios. Así pasó, en el transcurso de las décadas, de ser un hospital de colectividad a uno abierto al público en general. El Hospital desarrolló, además, numerosas instancias de formación y perfeccionamiento. Entre ellas, creó las escuelas de Enfermería y de Medicina, y la Universidad, también dedicada a la investigación. 

## Una red integrada de salud
La sede Almagro, junto a la sede de San Justo y 15 Centros Médicos Ambulatorios que se encuentran en distintos barrios de la Capital Federal y el Gran Buenos Aires, conforman una red integrada de salud propia, que le permite al Hospital Italiano abordar todos los niveles de complejidad.
Mientras que las sedes Almagro y San Justo están disponibles para resolver situaciones de emergencia y de mayor complejidad, los Centros Médicos Ambulatorios acercan a la comunidad las especialidades y prácticas necesarias para el cuidado frecuente y preventivo de la salud. Más de 300 consultorios particulares complementan este servicio.
Los integrantes del equipo de salud  que atienden en las diferentes sedes pueden acceder a la historia clínica del paciente, los resultados de laboratorio y los estudios por imágenes de manera electrónica desde cualquier punto de la red de atención.

## Sedes
- Sede Almagro: Tte. Gral. Perón 4196, CABA.
- Sede San Justo: Pte. Perón 2231-San Justo, Pcia. de Buenos Aires.

## Alta complejidad
El Hospital Italiano es un hospital general con todas las especialidades médicas. Posee un equipo profesional y una infraestructura que lo convierten en especialista en la evaluación y el tratamiento de enfermedades graves y de situaciones de alta complejidad. 
Tiene una larga trayectoria y experiencia en cirugía cardiovascular, neurocirugía, trasplantes, cirugía asistida por robot, cirugía fetal intrauterina, entre otras:
- Con su equipo de profesionales ofrece un abordaje interdisciplinario para resolver los casos más complejos.
- En sus dos hospitales generales (sedes Almagro y San Justo), cuenta con infraestructura de cuidados críticos e hipercríticos y atención en todas las especialidades médicas.
- Cuenta con un parque tecnológico completo y moderno para sus diagnósticos.
- Dispone de una extensa planta quirúrgica, equipamiento como el flujo laminar y la cirugía robótica, y desarrollos propios como la planificación virtual tridimensional.

## Parque tecnológico
Entres los principales equipos de diagnóstico cuenta con:
- Ecografía con fusión de imágenes
- Fibroscan
- Tomografía por emisión de positrones / Tomografía computada (PET/TC)
- Tomografía computada de 320 detectores
- Resonancia magnética (RM) de hasta 3 tesla
- Angiografía 3D
- Mamografía digital
- Tomosíntesis

Entre los equipos más destacados para cirugías se encuentran los siguientes:
- Cirugía robótica
- Quirófano de flujo laminar
- Quirófano inteligente
- Asistente quirúrgico robótico
- Neuroestimulador cerebral
- Equipo de radioterapia intraoperatoria
- Quirófano híbrido

## Logros médico-científicos
El Hospital Italiano es pionero, tanto en la Argentina como en Latinoamérica, en procedimientos que requieren la más alta complejidad. Estos son los principales hitos:
- 1948: Trasplante óseo.
- 1965: Trasplante renopancreático.
- 1988: Trasplante hepático.
- 1988: Trasplante cardíaco de adulto.
- 1990: Esplenectomía endovascular en un paciente con esplenomegalia (aumento del tamaño del bazo) y contraindicación a la esplenectomía quirúrgica.
- 1990: Trasplante cardíaco pediátrico.
- 1996: Trasplante de médula ósea pediátrico.
- 1999: Ablación tumoral hepática por radiofrecuencia.
- 2000: Doble trasplante de válvulas cardíacas, efectuado a un niño de 17 meses.
- 2001: Soporte hepático artificial. Con el sistema de filtración molecular (MARS, por Molecular Adsorbents Recirculating System) y bioartificial, y el primer soporte hepático con hígado xenogeneico (xenohemodiafiltración).
- 2001: Trasplante hepático mediante el método de cirugía sin transfusiones de sangre a un miembro de la comunidad religiosa testigos de Jehová.
- 2002: Trasplante percutáneo de islotes pancreáticos.
- 2003: Trasplantes de médula ósea de adulto.
- 2005: Trasplante cardiopulmonar con diagnóstico de miocardiopatía restrictiva efectuado a un niño de 7 años.
- 2005: Angioplastia fetal en un embarazo de 25 semanas de gestación. Por entonces, solo existían otros 45 casos, aproximadamente, reportados en el mundo.
- 2005: Trasplante de médula ósea a una beba de 7 meses, la más pequeña de la Argentina en recibir este tipo de trasplante. Su hermano de 5 años fue el donante.
- 2006: Traquelectomía radical de cáncer de cuello uterino sin extirpación del útero, que permitió conservar la fertilidad de la paciente. Fue el primer caso de la Argentina en el que se logró un embarazo luego del procedimiento.
- 2006: Trasplante hepático con hígado reducido (pequeño segmento de un hígado completo) a una niña de 2 años. Fue el primer caso en el mundo realizado con éxito.
- 2006: Implante de endoprótesis fenestrada en un aneurisma de aorta abdominal.
- 2008: Trasplante de corazón y posterior autotrasplante de médula ósea a un paciente de 35 años que padecía cáncer de médula ósea y amiloidosis cardíaca.
- 2008-2015: Cirugías mínimamente invasivas asistidas con tecnología robótica realizadas por primera vez en la Argentina en las áreas de Urología de adultos y pediátrica, Ginecología, Otorrinolaringología, Cirugía Cardiovascular, Coloproctología y Cirugía General Pediátrica.
- 2009: Trasplante multivisceral en paciente pediátrico. Se realizó un trasplante de hígado, duodeno, páncreas e intestino delgado a un niño de 3 años de edad con un problema intestinal y cirrosis hepática.
- 2011: Traquelectomía radical laparoscópica mini invasiva a una paciente con cáncer de cuello de útero, que pudo preservar su fertilidad.
- 2012: Implante de válvula aórtica por vía transapical a un paciente con estenosis aórtica severa y riesgo para atravesar una cirugía convencional.
- 2018: Primer implante percutáneo de válvula aórtica con planificación virtual en el país, que permite anticipar el escenario quirúrgico, predecir y prevenir posibles complicaciones.
- 2019: Reconstrucción facial con máscara 3D luego de una quemadura, que permite reproducir con mayor exactitud las características del rostro de la persona.
- 2020: Estimulación cerebral profunda para el tratamiento de patologías neurológicas como el mal de Parkinson, la depresión o el trastorno obsesivo-compulsivo. En este último caso, fue la primera intervención del país.
- 2021: Transposición uterina, para preservar la fertilidad en personas que requieren radioterapia en la zona de la pelvis. Fue la primera vez que se realizó en Argentina.

## Pacientes internacionales
El Hospital Italiano cuenta con un servicio de asistencia al paciente internacional. Este servicio incluye:
- Coordinación de la visita
- Información clínica digital
- Atención en el idioma de origen

Pueden recurrir a este servicio asistencial quienes estén de paso por Argentina o quienes deseen coordinar la atención desde su país de origen. 

## Plan de Salud del Hospital Italiano
Desde hace más de 40 años, el Hospital cuenta con un sistema de medicina prepaga.

## Universidad Hospital Italiano
El Hospital Italiano cuenta con una universidad propia.
El Instituto Universitario Hospital Italiano concentra toda la gestión educativa de grado y posgrado, brinda formación en servicio a los profesionales de la salud a través de las 49 residencias en especialidades médicas y no médicas. Entre las carreras ofrecidas, se cuentan la Bioquímica Clínica, Psicología, Fonoaudiología, Kinesiología, Farmacia y Enfermería. Ofrece también 19 becas adscriptas al programa de residencias para extranjeros y 180 becas de perfeccionamiento. Además, dicta las carreras de grado de Licenciatura en Enfermería, Licenciatura en Instrumentación Quirúrgica, Ciclo de Licenciatura en Esterilización, Medicina, Farmacia, Bioquímica Licenciatura en Producción de Bioimágenes e Ingeniería Biomédica.
También ofrece maestrías, doctorados, carreras de especialización y cursos de formación continua tanto virtuales como presenciales.

## Acreditaciones y reconocimientos
El Hospital Italiano cuenta con las siguientes certificaciones:
- Acreditación Joint Commission International. Fue acreditado como Hospital Académico por tres períodos consecutivos (2015-2018-2021), por su calidad y seguridad de atención, su actividad docente y de investigación.
- Certificación Health Information and Management SystemSociety (HIMSS). Logró el nivel 7, el más alto en la evaluación de los sistemas de información en hospitales.
- Certificación del College of American Pathologists. En diciembre de 2021, los servicios de Anatomía Patológica y Laboratorio recibieron la certificación por haber cumplido con todos los estándares internacionales del Programa de Acreditación de Laboratorios.
- 1º puesto en el Ranking Brand Finance. El Hospital Italiano es la marca de Centro Médico Académico más fuerte de Latinoamérica y la número 19 del mundo en el informe del año 2024.
- 1º puesto en HospiRank. El Hospital Italiano es reconocido como el hospital mejor equipado de Argentina, con el primer puesto en seis de las ocho categorías analizadas durante el año 2024.
- Tres estrellas en Sello verde. El Hospital Italiano obtuvo este reconocimiento en 2024 por segundo año consecutivo, con una certificación de tres estrellas, gracias a la optimización, innovación y eficiencia en la gestión de residuos.

## Innovación
El Hospital Italiano cuenta con un área de Innovación y Vinculación Tecnológica llamada Terra Nova, con la que promueve soluciones novedosas a las necesidades médicas con la innovación y el desarrollo. Entre sus principales líneas de acción se encuentran las siguientes:
- Productos médicos (Hardware, software)
- Farmacología / Biotecnología
- Software
- Diagnóstico in vitro
- Procesos y desarrollos educativos

## Investigación
El Hospital Italiano promueve, difunde y brinda apoyo para la producción científica y la transferencia tecnológica. Asimismo, desarrolla proyectos académicos, de gestión investigativa y extensión a la comunidad, en los siguientes campos:
- Investigación clínica y salud poblacional
- Investigación en educación médica
- Investigación básica y aplicada

## El Hospital Italiano en números
En el mes de marzo de 2024, el Hospital Italiano atendía cada año 2 700 000 consultas, efectúa 45 000 egresos, realiza 600 trasplantes y lleva adelante 52 000 procedimientos quirúrgicos en sus 41 quirófanos. En la actualidad, dispone de 764 camas para internación, 242 de las cuales se destinan a cuidados críticos. Además, brinda atención a más de 3900 pacientes en sus hogares a través del servicio de medicina domiciliaria. Mientras que su Plan de Salud brinda asistencia a 175 240 afiliados.
Su equipo de trabajo está formado por 10 130 personas: 3586 médicos, 4302 miembros del staff de salud, 2010 personas de los sectores administrativos y 232 personas con dedicación exclusiva a la gestión de la actividad educativa.